# 刘源 (清朝)
刘源，字伴阮，清朝河南开封府祥符县人，隶属于汉军镶红旗。
康熙年间，供奉内廷，官至刑部主事，监督芜湖、九江两关。得到康熙帝宠遇。工于书画、精于鉴赏，擅长绘画、雕刻、塑造诸艺，善画山水人物，制作精巧绝伦。绘制《唐凌烟阁功臣像》，在殿壁画竹，风枝雨叶，非常生动。
当时景德镇御窑厂瓷器多由其主持，呈样瓷数百种，参照古今之式，加之新意，精美过于明代诸窑。
宫中木漆器物，多出其监制，曾制一尺五方瓶，四面都画山水，有荆浩、关仝的笔意，题款“伴阮摹古”四隶书字印章。自制一种清烟墨，宋荤以为在寥天一“青麟髓”之上。又在一笏上刻《滕王阁序》一篇、《心经》一部。在北京去世，无子，皇帝命官奠茶酒，侍卫护柩，其技艺不传。